# Usine St. Madeline
Usine St. Madeline es una localidad de Trinidad y Tobago, que forma parte de la región de Princes Town.

## Toponimia
La localidad también es conocida por el nombre de Usine Ste. Madeleine.

## Geografía
La localidad abarca parte de la isla Trinidad y limita al norte con Palmyra Village-Mt. Stewart, al sur con Petit Morne y Jordan Village, al este con Cedar Hill y al oeste con St. Clements y Corinth.

## Demografía
Datos demográficos de la localidad de Usine St. Madeline:
| Gráfica de evolución demográfica de Usine St. Madeline entre 2000 y 2011 |
|                                                                          |